# Эловиц, Майкл
Майкл Эловиц (Michael B. Elowitz; род. 9 мая 1970) — американский биолог, молекулярный биолог, специалист по синтетической и системной биологии.
Доктор философии (1999), профессор Калтеха, где трудится с 2003 года, исследователь Медицинского института Говарда Хьюза (с 2008), член Американской академии искусств и наук (2015). Член НАН США (2022). Стипендиат Макартура (2007). Продемонстрированый им в 2000 году репрессилятор (Repressilator) послужил появлению синтетической биологии.
Окончил Калифорнийский университет (бакалавр, 1992). Степени магистра и доктора философии по физике получил в Принстоне (1999). Являлся постдоком в Рокфеллеровском университете. С 2003 года в Калтехе: ассистент-профессор, с 2009 года ассоциированный профессор, с 2010 года полный профессор, в настоящее время профессор биологи и биоинженерии. Член EMBO.
Отмечен Presidential Early Career Award for Scientists and Engineers (2008), Packard Fellowship, BWF CASI Award, Allen Distinguished Investigator Award, а также Sackler-Preis по биофизике (2019).
Публиковался в Nature.